# Alessio Angelo Filantropeno
Alessio Angelo Filantropeno in greco Ἁλέξιος Ἂγγελος Φιλανθρωπηνός?, Alexios Angelos Philanthropenos (fl. XIV secolo) è stato un nobile greco bizantino che ha governato la Tessaglia dal 1373 a circa il 1390 (all'incirca dal 1382 come vassallo bizantino) con il titolo di Cesare.

## Biografia
Gli Angeli di Tessaglia salirono alla ribalta durante il regno di Simeone Uroš, sovrano dell'Epiro e della Tessaglia (1359-1370), in quanto imparentati con sua moglie. Alla morte di Simeone, nel 1370, gli succedette il figlio Giovanni Uroš (1370-1373). Giovanni si preoccupò più delle attività religiose che del governo dello Stato e affidò gli affari di Stato ad Alessio, che deteneva l'alto titolo bizantino di Cesare. Alla fine, probabilmente nel 1372/73, Giovanni si ritirò completamente dalla vita pubblica ed entrò in un monastero, lasciando ad Alessio il ruolo di sovrano della Tessaglia.
Alessio era sposato con Maria Angelina Radoslava (nata alla fine del 1356 o dopo, se è la figlia di Irene Asanina), figlia del generale serbo Radoslav Hlapen, ed era sostenuto dai potenti magnati locali. Intorno al 1382, Alessio chiese la protezione dell'Impero bizantino, riconoscendo la sovranità del principe Manuele Paleologo, che all'epoca era despota di Tessalonica, come appannaggio. L'ultima testimonianza di Alessio risale al 1388 e deve essere morto intorno al 1390, quando gli succedette il figlio (o forse il fratello) Manuele. Si racconta che nel 1389 il “Cesare di Tessaglia” inviò aiuti al despota di Giannina, Esaù de' Buondelmonti, contro i clan albanesi dell'Epiro e che le loro forze congiunte ottennero un'importante vittoria su di essi, ma non è chiaro se a quella data Alessio fosse ancora vivo.
Lui o, più plausibilmente, Manuele, era il nonno del sovrano serbo della metà del XV secolo Mihailo Anđelović e del Gran Visir ottomano Mahmud Pascià Angelović.